# Mingus at Carnegie Hall
Mingus at Carnegie Hall ist ein Jazzalbum von Charles Mingus. Es wurde bei einem Konzert am 19. Januar 1974 in der New Yorker Carnegie Hall mitgeschnitten und erschien im selben Jahr als Langspielplatte auf Atlantic Records, 1996 erstmals als Compact Disc bei Rhino Records. Es war das letzte Livealbum des Bassisten und Bandleaders (der fünf Jahre später starb).

## Hintergrund
Am 19. Januar 1974 erhielt Mingus zum dritten Mal seit seinem Revival die Gelegenheit, ein Konzert in einer großen Konzerthalle zu geben. Mingus erweiterte für dieses Konzert in der Carnegie Hall sein damaliges Quintett aus Hamiet Bluiett (der erst seit Kurzem zur Band gehörte), George Adams, Don Pullen und Dannie Richmond um den Trompeter Jon Faddis. Für eine Jam-Session dabei waren die Altsaxophonisten Charles McPherson, John Handy (auf „C Jam Blues“ auf dem Tenorsaxophon) und am Tenorsaxophon und Stritch Rahsaan Roland Kirk, die bereits früher in Bands von Mingus gespielt hatten.
Das Konzert wurde als An Evening with Charles Mingus and Old Friends plakatiert; bei Eintrittskarten zwischen $ 4,50 und $ 6,50 war die Carnegie Hall ausverkauft. Mit Jon Faddis, Roland Kirk und Charles McPherson war das Quintett in der Woche zuvor bereits im Village Vanguard aufgetreten, um sich einzuspielen.
Beim Konzert spielte zunächst das um Faddis erweiterte, reguläre Quintett mehrere bekannte Kompositionen des Bandleaders, „Peggy’s Blue Skylight“ (1961), „Celia“ (1957) und „Fables of Faubus“ (1959) sowie Don Pullens Stück „Big Alice“ vom Vorgängeralbum Mingus Moves (1974); diese blieben jedoch alle unveröffentlicht. Auf der Atlantic-LP erschien lediglich die Jamsession mit den Gästen auf Basis von zwei durch das Duke Ellington Orchestra populären Titel, „Perdido“ und „C Jam Blues“.

### Deluxe Edition
2021 erschien die auf zwei CDs bzw. drei LPs angelegte Deluxe Edition. Diese Neuveröffentlichung umfasst das vollständige Konzert und dokumentiert nach der Ansage von Art Weiner die 74 Minuten des Sextetts von Mingus, die dem All-Star-Jam vorausging. Es handelt sich um die Titel „Peggy’s Blue Skylight“, „Celia“, „Fables of Faubus“ und „Big Alice“ in ausgedehnten Versionen. Wie im Konzert 1974 endet auch diese Doppel-CD mit dem „C Jam Blues“ (anders als die früheren Ausgaben von Mingus at Carnegie Hall).

## Musik des Albums
„C Jam Blues“ beginnt mit einem Riff; anschließend (0:34) spielt John Handy sein Solo auf dem Tenorsaxophon. Ihm folgt Hamiet Bluiett auf dem Bariton- (4:07), dann George Adams auf dem Tenorsaxophon (6:17), der schnell in die Bereiche des Free Jazz ausbricht, obwohl der sonstige musikalische Rahmen eher konservativ bleibt. Dann folgt Roland Kirk (9:36), der anfangs wie George Adams phrasiert. Mingus meinte nach dem Konzert zu Kirks Spiel: „He was cuttin’ him at his own shit“. Nach Kirks langem Solo steigt Trompeter Jon Faddis mit Phrasierungen im Stil von Dizzy Gillespie ein (15:02), bevor Charles McPherson das letzte Solo beisteuert (18:54). Die Band spielt dann gemeinsam den Schluss (19:39); „aber dann bricht Kirk aus und verhindert das geplante Ende [20:12]. Dannie Richmond setzt Schlußakzent an Schlußakzent in der Hoffnung, Kirk zum Aufhören zu bewegen, was aber nichts bewirkt, im Gegenteil: George Adams gesellt sich noch dazu. Mit seiner Zirkulationstechnik bringt dann Kirk einen Endloston.“
Die Abfolge der Solos in „Perdido“ beginnt wieder mit John Handy, diesmal auf dem gewohnten Altsaxophon, gefolgt von Bluiett- auf dem Bariton, Kirk auf Tenorsaxophon und Stritch (einem umgebauten Es-Altsaxophon), dann McPherson, Adams, Faddis und schließlich Don Pullen am Piano.

## Titelliste

### Original-LP
- Charles Mingus: Mingus at Carnegie Hall (Atlantic SD 1667 (US), ATL 50 116, SD 1667 (D))

1. C Jam Blues (Barney Bigard/Duke Ellington) – 24:26
2. Perdido (Ervin Drake / H. J. Lengsfelder / Juan Tizol) – 24:52

### Deluxe Edition (2021)
CD1
1. Introduction (Art Weiner)
2. Peggy’s Blue Skylight
3. Celia
4. Fables of Faubus

CD2
1. Big Alice
2. Perdido
3. C Jam Blues

## Rezeption
Stuar Kremsky verlieh dem Album in Allmusic 4½ (von fünf) Sternen und schrieb, der von Atlantic Records „irgendwie pervers“ ausgewählte Ausschnitt aus dem Konzert beinhalte zwar die Jam-Session, klammere aber sowohl die solide Eröffnung durch Mingus’ damalige Working band aus wie auch das frei gespielte Finale. Übrig blieben unterhaltsame 45 Minuten Musik, teilweise mit einem jovialen Zusammenspiel der Saxophonisten Kirk und Adams.
Ted Gioia schrieb über „C Jam Blues“, Charles Mingus habe – im Gegensatz zu vielen anderen Künstlern, die in der Carnegie Hall auftreten – die „loseste, freilaufende Jam organisiert, die auf einfachsten Changes basierte.“ Gioia zählt den Titel zu den „ausgezeichnetsten Jam-Sessions in den Jazzannalen“. Gegenüber John Handy, Hamiet Bluiett, George Adams stehle Rahsaan Roland Kirk allen die Show. Faddis und McPherson würden zwar kurz versuchen, etwas Blues-Dekor in das Stück zu bringen, aber zum Ende brech alles in lose Formen auseinander.

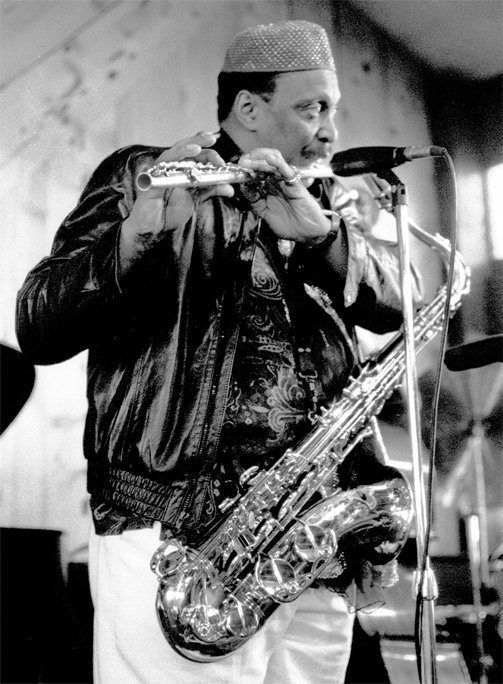
George Adams; 1988

Für die Mingus-Biografen Horst Weber und Gerd Filtgen ist das Album „im Grunde genommen eine Jam Session auf der Konzertbühne.“ Wenig überzeugend sei John Handy; er habe auf dem Tenorsaxophon Ansatz- und Tonprobleme. Er phrasiere „wie auf dem Altsaxophon, bei dem er besser geblieben wäre“. Kirks Solo sei wiederum zu lang geraten „und nicht konstruktiv, da er zu viele Wiederholungen bringt.“ „Gelassen und gelöst, schön im Ton und Phrasierungs“ sei hingegen das Solo von Charles McPherson. In „Perdido“ sei das Rhythmusteam Mingus/Richmond nicht überzeugend, da die beiden mehr nebeneinander als miteinander spielten.
Auch Brian Priestley zeigte in seiner Mingus-Biographie (1985) Vorbehalte gegen das Album: „Das, was veröffentlicht wurde, ist spaßig, aber kaum bezeichnend für die Qualitäten des regulären Quintetts, besonders in dem Moment wo Hamiet Bluiett neben dem Mann spielte, den er indirekt ersetzt hatte, George Adams.“ Priestley wies in diesem Zusammenhang auf die großen Qualitäten der Frontline Adams/Bluiett hin, die dann beim Konzert zu Ehren des 52. Geburtstags von Charles Mingus in Toronto zum Tragen kamen.
Die Kritiker Richard Cook & Brian Morton verliehen dem Album in The Penguin Guide to Jazz 3½ Sterne (von vier) und verwiesen auf das Beharren des Bassisten darauf, dass Jazz Amerikas klassische Musik sei. In Mingus’ Widmung des Konzert(-Teils) an Duke Ellington hätte er dessen Bedeutung für die afroamerikanische Musik gewürdigt. Es gebe zwar bessere Mingus-Alben als das vorliegende, wandten die Autoren ein, doch sei dieser Auftritt für Mingus ein ganz großer Schritt nach vorn gewesen. „Manchmal ist das Ereignis wichtiger, als das einzelne Element, das darin enthalten ist.“
Phil Freeman schrieb zur erweiterten Neuausgabe des Albums 2021, Mingus at Carnegie Hall sei schon immer ein Album für den Hardcore-Fan gewesen und Mingus ein brillanter Komponist, aber die komplexen, mutigen Post-Ellington-Arrangements seiner Alben seien hier, namentlich in dem Track Peggy’s Blue Skylight bis auf die Knochen abgespeckt und machten die Stücke zu Plattformen für ausgedehnte Soli. Faddis nehme auf diesem Track eine heftige, Dizzy-Gillespie-artige Spotlight-Wende mit einigen unglaublichen hohen Tönen, denen mehrere Saxophon-Soli folgten, aus denen Bluietts reichhaltiger, lyrischer Bariton hervorsteche. Mingus und Richmond, dazu Pullen, seien eine erdrückend schwere, aber auch unglaublich swingende Rhythmusgruppe; die Musik habe das Zeug dazu, einen aus dem Sitz zu reißen.
In seiner Besprechung für All About Jazz wirft Chris May die Frage auf, warum es so lange gedauert hat, bis auch der erste Set veröffentlicht wurde. Das wisse offenbar niemand. „Aber wenigstens haben wir sie jetzt.“ Denn abgesehen von Mingus und Richmond sei der magische Faden, der sich durch Mingus at Carnegie Hall (Deluxe Edition) ziehe, die symbiotische Beziehung von Adams und Pullen. „Das soll nicht heißen, dass Faddis oder Bluiett zu kurz kommen. In der Tat macht Faddis „Celia“ zu seinem eigenen Stück. Das Saxophon-Quintett, das hier zu hören ist, kennen wir bereits von der Veröffentlichung von 1974 als etwas Besonderes. All das und ein großartiger Sound. Wahrlich, unser Becher läuft über.“